# カイリ (キングダム ハーツ)
カイリ（Kairi）は、スクウェア・エニックスのコンピュータゲーム『キングダム ハーツ シリーズ』のヒロイン。名前の由来は「海」からきている。

## 登場作品
- キングダム ハーツ（KH）
  - キングダム ハーツ ファイナル ミックス（KHFM）
- キングダム ハーツ チェイン オブ メモリーズ（COM）
  - キングダム ハーツ Re:チェイン オブ メモリーズ（Re:COM）
- キングダム ハーツII（KH2）
  - キングダム ハーツII ファイナル ミックス（KH2FM）
- キングダム ハーツ 358/2 Days
- キングダム ハーツ バース バイ スリープ（BbS）
  - キングダム ハーツ バース バイ スリープ ファイナル ミックス（BbSFM）
- キングダム ハーツ 3D ［ドリーム ドロップ ディスタンス］（KH3D）
- キングダム ハーツIII（KH3）
- キングダム ハーツ メロディ オブ メモリー（KHMoM）

## 概要
- 年齢 - 4歳（BbS）→14歳（KH）→15歳（KH2、KH3）→16歳（KH3RM、MoM）
- 武器 - キーブレード

ソラやリクと共にデスティニーアイランドで暮らしていた赤髪の少女。ソラに想いを寄せている。幼い頃にデスティニーアイランドに現れ、以来ソラやリクの幼馴染として過ごすようになった。
その正体は、光の世界を支える「セブンプリンセス」の一人。元々はレイディアントガーデン（ホロウバスティオン）出身で、祖母のおとぎ話が大好きなごく普通の少女であったが、幼い頃に心の闇の研究を行っていたゼアノートたちによって実験体として捕らわれ、生来から心に一点の闇を持たずハートレスが生まれないという性質から特別視されていた。やがてアンセムのもとを訪れてきた王様の話によってキーブレード使いの存在を知ったゼアノートは、自らの野望の邪魔となる可能性を持つであろう彼らの居場所を探ろうとし、幼いカイリがセブンプリンセスと関係がありキーブレードの勇者と引き合うのではないかと推測を立てた事により、実験の一つとして彼女は異空の海に送り出されてしまう。そうしてカイリが辿り着いた先が、ソラとリクがいるデスティニーアイランドであった。4歳の頃にアクアと偶然キーブレード継承の儀式を行っていたため、カイリもまたソラやリク同様にキーブレードを扱う素質を持っている。

## 担当声優
日本語版
- 内田莉紗
- 諸星すみれ - 幼少期

北米版
- ヘイデン・パネッティーア - KH - BbS
- アリソン・ストーナー - COM
- アリエル・ウィンター - BbS・幼少期

## 各シリーズでのカイリ

### キングダム ハーツ
デスティニーアイランドでソラ達と暮らしているが、身寄りはおらず、幼い頃にデスティニーアイランドに現れた。彼女は以前の記憶はおぼろげにしか覚えていなかったが、カイリとの出会いがソラとリクに外の世界の存在を確信させた。島の外に出るためのいかだを三人で作っており、完成したいかだで島の外に出ようとしていた。しかしその前日の夜にハートレスが出現。更にリクがデスティニーアイランドの扉を開いたことで島は闇に飲み込まれ、カイリはその際に自分の心をソラの中に隠し、リクと離れ離れになる。どのようにしてカイリが心と体を分離させたかは、現時点では不明のままである。後に心を失った肉体がリクに発見され、セブンプリンセスのひとりだった為にマレフィセントによって囚われの身となっていた。
ソラはカイリの心が自分の中にあることは知らなかったが、ホロウバスティオンでリクの身体を乗っ取った闇の探求者アンセムの言葉でその事実を知る。アンセムを退けたものの、プリンセスたちの心で造られた闇のキーブレード（人の心のキーブレード）の出現で闇へ続く鍵穴から闇が溢れ出そうとしていた。更に闇のキーブレードはカイリの心が欠けた状態であったため、出現した鍵穴も不完全であり閉めることができずにいた。
ソラは鍵穴を完全なものにするため、そしてカイリの心を解放するために自らを闇のキーブレードで貫き心を解放した。この時ソラはハートレス化してしまったが、ソラの心の中にあったカイリの心は元に戻り、ハートレスとなったソラもカイリのおかげで元の姿に戻った。
その後はトラヴァースタウンに身を寄せるようになり、カイリは一度ソラ達について行こうとするが、戦いに巻き込むわけにはいかないと考えたソラに断られたため、「約束のお守り」をソラに渡し彼らを見送った。そしてソラ達がアンセムとの決着をつけた後、ソラと離れていてもずっとそばにいる事を約束し、失われていた世界が再生される中で彼女もデスティニーアイランドに戻っていった。その後はソラとリクの帰りを待ち続けている。

### キングダム ハーツ チェイン オブ メモリーズ
カイリ本人は登場しないが、カイリによく似た少女・ナミネ（実はカイリのノーバディ）が登場。
ナミネはソラとソラに関わる者たちの記憶を操る力を持ち、機関の命令でソラの記憶を書き換えていた。ソラの記憶の中にあるカイリが徐々にナミネとすり替わり、カイリから貰ったサラサ貝のお守りも、ナミネから貰ったとされるパオプの実のお守りに変化してしまう。しかし、ソラを助けるために機関を裏切ったナミネの言葉でソラは改めて「自分にとっての闇の中の光」を思い浮かべ、名前までは思い出せなかったもののカイリのことを思い出し、パオプの実のお守りも本来のサラサ貝のお守りの姿に戻った。
ゼクシオンの策略にハマりかけたリクの前に突如カイリが現れるが、これは彼女の姿を借りたナミネであり、リクの意識に呼び掛けてきた彼女は、彼の中に宿る光と闇は全部自分自身のものである事を悟らせた。そのおかげで、リクは闇の力をも自分の味方につける道を選び、幻影を打ち破ると共にゼクシオンとの戦いにも勝利することができた。地下二階でナミネと対面した際に、リクは自分に呼び掛けたのが彼女であった事を理解し、どこかカイリを思わせる雰囲気があることに気付いていた。
『Re:COM』ではエンディングテロップ中に僅かながらカイリ本人が登場している。砂浜ではしゃぐティーダ、ワッカ、セルフィをよそに、海岸の波打ち際で目を閉じ、ソラが島に帰ってくるようにと祈っていた。

### キングダム ハーツII
序盤のロクサス編にて学生服姿で登場。一年前に比べて髪が延びてより可愛らしい容姿になっている。ナミネがソラの記憶のカケラをバラバラにしていた影響で、この時の彼女もソラに関する記憶を失っている。しかし名前は思い出せないながらも、リクと一緒にいた「もうひとりの男の子」の存在は微かに覚えていた。その男の子のことに思いを馳せていた中で意識を失い、意識の中でロクサスと出会う。ロクサスと言葉を交わしたのをきっかけにソラの名前と大切な約束を思い出し、その後彼に宛てた手紙をビンに入れて海に流す。
今作では『COM』及び序盤で登場したナミネが、実はカイリのノーバディであったことが判明している。本来ノーバディとは、心が闇に飲まれハートレス化した時に稀に生まれる存在で、心に闇がなくハートレスにならないはずのプリンセスのカイリからは、当然のようにノーバディが生まれる可能性はまったくなかった。しかしナミネの場合は、『KH1』でソラが自分と同化しているカイリの心を解放した際、カイリの心とソラの身体と魂を媒介としてロクサスと共に生れ落ちたという極めて特殊なケースであった。ナミネが、ソラとソラに関わる者の記憶を操ることが出来たのも、カイリの心がソラの心に直接干渉していた為である。
ソラが眠りから覚めたことで完全に記憶を取り戻し、ソラに会いたいという思いを募らせていく。そんなことを考えているとき、デスティニーアイランドの海岸でXIII機関の一人、アクセルに遭遇する。彼は「ソラに会わせてやる」と誘うがカイリは断り、リクによりプルートとともに一時的にトワイライトタウンにたどり着くことになる。そこでハイネ、ピンツ、オレットと出会うがあとを追いかけてきたアクセルによって捕まってしまう。
途中でアクセルから逃げ出したものの、サイクスに捕まり『存在しなかった世界』の牢獄に閉じ込められてしまう。そこで自身のノーバディであるナミネの手助けにより開放され、彼女と共に逃亡を開始する。途中でサイクスに発見されてしまうが、そこにリクが現れ彼女は助けられた。城を進んでいくうちにソラを発見し、迫り来るハートレスをリクから貰ったキーブレード「デスティニープレイス」で撃退していき、駆けつけたソラ達と無事再会した。
ゼムナスが一度倒された後、出口となる闇の回廊を開いてくれたナミネと、ソラと同化していたロクサスと再会。ソラとカイリが会える時に自分たちもまた会えると語っていた二人に対して、「毎日会えるよ」とソラに微笑みかけ、本体と会ったことで同化しつつあったナミネと完全に同化した。その後にソラ達と共にもとの世界へ戻ろうとしたが、突然闇の回廊が閉じてしまい、デスティニーアイランドに着いた際にソラとリクとはぐれてしまう。デスティニーアイランドで王様達と共に二人の帰りを待つカイリはゼムナスとの決着をつけたソラとリクを見つけ出し、ソラから約束のお守りを返され、ついに故郷で再会を果たした。

### キングダム ハーツ バース バイ スリープ
『KH』より数年前の話に、幼い姿で登場。レイディアントガーデンに住んでいて、祖母のおとぎ話が大好きだった。ある時、アンヴァースに襲われたところをキーブレード使いのアクアと王様（ミッキー）に助けてもらい、お礼としてアクアに積んでいた花をプレゼントし、祖母と共に去っていった。実はこの時アクアのキーブレードを握っており、これが後にキーブレードを使えるきっかけとなる。またアクアは、花を貰ったお礼としてカイリのペンダントに、カイリを闇から守り光へと導く魔法をかけた。この魔法のおかげで、後にカイリがゼアノートによってレイディアントガーデンから異空間に流された際、デスティニーアイランドへと辿り着き、ソラ達と巡り合うきっかけになった。
シークレットエンディングでは、『KH2』のカイリが登場。再び旅立つ決意をしたソラに約束のお守りを手渡した。

### キングダム ハーツ ドリーム ドロップ ディスタンス
ソラがイェン・シッドによるマスター承認試験で「眠りに閉ざされた世界」に訪れ、7つの「眠りの鍵穴」を全て開いた事で、元の世界に戻ろうとするもゼアノートらの策略により、「存在しなかった世界」へと誘導されてしまい、その中でリクとカイリを始めとする自分と関係のある様々な者達の幻影を目の当たりにし、深い眠りに就いてしまうが、駆け付けたリク、ミッキー、ドナルド、グーフィー、リア、そして心の中のヴェントゥスのおかげで救われた。
また、シークレットエンディングではカイリ本人が登場し、キーブレードの勇者の素質を持つ彼女が「7人の光の守護者」の候補としてイェン・シッドの許へと招かれた。

### キングダムハーツIII
リクによって招かれた不思議な塔にてイェン・シッドに自らキーブレードを使いこなす為に修行する事を志願する。イェン・シッドから修行相手として告げられたリアがアクセルの事だと王様に教えられた時は驚いており、当初は過去の一件から苦手意識もあったもののリアの人柄を知るにつれて打ち解けて行った。マーリンの計らいで送られた土地でリアと共に修行を終え、再びイェン・シッドの元へと集結し、仲間と共に最終決戦に挑むことになる。この際にアクアと再会するもののカイリ本人が幼かった為に彼女の事を覚えていなかった。決戦前にはソラと「もう離れ離れにならないように」と、パオプの実を互いに食べさせ合うおまじないを行う。
キーブレード墓場での最終決戦ではデビルズウェーブに呑まれて連れ去れてしまうが、その中で強い気持ちによってソラの消滅を食い止めると同時にソラの体を終わりの世界へと繋ぎ止めていた。時間遡行後はリアと共にサイクス、シオンと交戦しており（カイリが直接バトルに参加するのはシリーズ初）、修行を終えたばかりの身ながら奮戦していたがゼムナスによって連れ去られ、最期はマスター・ゼアノートに斬り伏せられて消滅してしまった。これに激昂したソラがマスター・ゼアノートに斬り掛かった事で光と闇の衝突が完遂され、全てがゼアノートの計画通りに進んでしまう。最終的にマスター・ゼアノートは倒され、戦いは終わったもののその場にカイリの姿は無かった。しかしエンディングムービーには登場しており、隣で消えていくソラの姿に涙を流した。
消滅後の経緯は『ReMIND』で明かされる。実は消滅時に心を結晶化させられ、ゼアノートの手に落ちていた事が判明。目覚めの力によって過去に飛んだソラが守護者の心を辿りカイリの心の欠片を集め、ゲートを開いたことで復活。レプリカ・ゼアノートの集合体であるもう一体のアーマー・ゼアノートをソラとともに撃退した（この際に初めてプレイアブルキャラとして操作可能になる）。戦闘後はソラと共に一度終わりの世界を訪れ、レイディアントガーデンで自身の中にあったナミネの心を解放したりなどで光の守護者達の元を巡りつつデスティニーアイランドへ帰還する。しかしこの一連の行動の代償でソラは世界から消える結果となってしまう。一年後にはソラの行方を探るべく、自身の心の中をレイディアントガーデンの研究者達に調べさせており、目覚める事無く眠り続けている。

### キングダム ハーツ メロディ オブ メモリー
主人公として登場。『ReMIND』のリミットカットエピソードで語られた通り、自分の心からソラの手掛かりを得るために眠り続けるカイリの記憶の中を探る形で進行する。基本は語り部としての役割でゲーム自体はソラ達従来のプレイアブルキャラを使用するため終盤まで直接は登場しないが、最終ワールドでは例外的にカイリ自身を操作してメモリーダイブをプレイする。曲は「Kairi III」で、この曲はミュージックセレクトからは選択できなくなっている。
記憶の最深部にある「終わりの世界」に辿り着き、そこで記憶から形成されたマスター・ゼアノートと遭遇。奮闘するも力及ばず追い詰められるが、心の繋がりによりソラの力を借りることでソラそのものの姿となり、勝利。マスター・ゼアノートが残した「裏側の世界」の情報を手に目覚め、フェアリー・ゴッドマザーの言うソラの手がかり3つのうち「リクの夢」「カイリの記憶」が揃った事で、残りの1つを探しに現実の「終わりの世界」へ向かう。そこで「裏側の世界」の住人とされるネームレス・スター（名もなき星）と出会い、リクの夢に出た高層ビルの立ち並ぶ街「クァッドラトゥム」の存在を知らされる。クァッドラトゥムに向かうリクに同行を申し出るも実力不足を指摘され、彼を見送る。その後はイェンシッドに報告し、アクアの元で修行を積む事を決意する。